# 安田次郎 (歴史学者)
安田 次郎（やすだ つぐお、1950年5月 - ）は、日本の歴史学者、お茶の水女子大学名誉教授。専攻は日本中世史。

## 来歴
奈良県生まれ。東京大学文学部卒、1979年同大学院人文科学研究科国史学博士課程中退。2002年「中世の興福寺と大和」で東大文学博士。お茶の水女子大学文教育学部助教授、同人間文化創成科学研究科教授。2015年定年退任、名誉教授。

## 著書
- 『中世の奈良 都市民と寺院の支配』吉川弘文館 歴史文化ライブラリー 1998　ISBN　9784642054508、オンデマンド版 2017 ISBN　9784642754507
- 『中世の興福寺と大和』山川出版社 2001
- 『全集日本の歴史 第7巻　走る悪党、蜂起する土民 南北朝・室町時代』小学館 2008
- 『寺社と芸能の中世』山川出版社 日本史リブレット 2009
- 『尋尊』吉川弘文館 人物叢書 2021 ISBN　9784642053044

### 共著・編纂
- 『史料纂集 古文書編 福智院家文書』上島享,末柄豊,前川祐一郎共校訂 続群書類従完成会・八木書店古書出版部 2005-2013
- 『奈良県の歴史』第2版　和田萃,幡鎌一弘,谷山正道,山上豊共著 山川出版社 2010
- 『新体系日本史 15　宗教社会史』高埜利彦共編 山川出版社 2012
- 『祭礼で読み解く歴史と社会 春日若宮おん祭の九〇〇年』幡鎌一弘共著 山川出版社 2016

## 参考
- 安田次郎『走る悪党、蜂起する土民』小学館、2008年。ISBN 978-4-09-622107-5。
- お茶の水女子大学